# れじゃぐる
『れじゃぐる』は、2009年4月4日から大分朝日放送で毎週土曜 12:00 - 13:00に放送されているローカルワイド番組である。当初は12:00から放送されていたが、2013年4月6日からは番組の放送時間を3分拡大・3分前倒しの11:57開始（厳密には11:56.55開始、時刻と天気は11:57.00表示開始）となった。
前番組『れじゃぐる2』をリニューアルする形でスタートしたため、ほとんどのコーナーがそのまま残る形になっている。

## 出演者
太字は大分朝日放送のアナウンサー（現職・元職含む）

### 現在の出演者
- 浅見眞帆
- Wエンジン・えとう窓口
- 首藤将太（野良レンジャー）
- 中島知子

### 過去の出演者
- 村島里佳
- 朝来ゆい
- 森竹彩
- 宮崎麻由子
- 高嶋和代
- 児玉泰一郎
- 松崎沙織
- 梶川善寛
- 佐々木舞夕
- おすぎ
- きどゆういち　2023年3月末卒業
- 中島綾菜　2023年9月末卒業

## 主なコーナー

### 現在の主なコーナー
- 極〜きわみ〜
- シネマplus
- シン・オレンジ窓口
- おじさんがカフェ
- ブンブンレガシー

### 過去の主なコーナー
- BAOぐる
- 新・大分の歩き方
- 昼下がりのカフェ
- わらしべ長者
- シネフレックス映画情報
- えとうの窓（隔週・えとう窓口出演時）
- ドラぐる
- ランチの女王
- 癒しの停留所〜きどゆういち路線バスの旅〜
- 豊の国プロジェクト
- 潜入捜査〜異色探偵物語〜
- きドリー夢25
- えとうが撮る大分の世界 Shutter Shutter （隔週・えとう窓口出演時）
- おすぎのこれを知っておいてちょうだい！（おすぎ出演時）

## 放送休止
- 原則としてゴールデンウイーク、年末年始及び夏に行う全国高等学校野球選手権大分大会中継時は休止。
- 2021年は、第103回全国高等学校野球選手権大分大会中継に加え、テレビ朝日系列の2020年東京オリンピック中継もあるため、7月10日、17日、24日、31日の約1か月間休止となり、「れじゃくるシリーズ」開始以来初めての約1か月にわたる長期休止となった。